# Johann Gottlieb Tietz
Johann Gottlieb Tietz (ur. 1749, zm. 14 września 1820 w Lindenberg (PR), Lamprecht, Groß Pankow (Prignitz), Brandenburgia)  – radca handlowy, dyplomata pruski.
Syn Johanna Christopha Tietz. Pełnił funkcję rezydenta Prus w Gdańsku (1771-1782).